# Боткий Ширтка
Боткий Ширтка (ингуш. Боткий Ширткъа, чечен. Ботоко Ширтги) —  персонаж вайнахской мифологии (ингушей и чеченцев), обладающий способностью физически перемещаться между мирами. Провидец и знахарь, ведущий аскетический образ жизни, трикстер. Мог выступать в качестве вожака и советника нарт-орстхойцев.

## Этимология имени
Ширткъа — в переводе с ингушского языка означает ласка. По одним из сказаний, Боткий — имя его отца. Но возможно, что его имя дословно переводится как «принадлежащий тьме». «Боад (Бода)» переводится как тьма.
Ласка почиталась за то, что уничтожала вредных грызунов, а резвость зверька сравнивали со способностью перемещаться между мирами. Ласку называли «Ширтка, уходящий в мир Эл и возвращающийся в мир солнечный» («Iел, маьлха уха Ширткъа»). У ингушей есть поговорка «Ширтка — хорошая, а мышь — плохая» («Ширткъа — дика, дахка — во»).

## В мифологии
Обладает одновременно божественной и человеческой природой, характерной для полубога (например как Села-Сата) или нарта (Сеска Солса и др.). Ширтку можно назвать богом мудрости, знаний, хитрости и ясновидения, покровителем провидцев и целителей.
Анализируя немногочисленные данные о языческой религии, записанные этнографами (Ч. Э. Ахриев, Б. К. Далгат и т. д.), а также предания и сказания нартского эпоса, можно заметить что большинство персонажей нартского эпоса в то же время являются и богами, которым поклонялись ингуши и чеченцы. Вполне возможно, что образ Ширтки как бога был вытеснен из религии в более поздний период, и остался лишь в фольклоре. Вероятно также, что информация о нём дошла до нас в искаженном виде или же его роль в религиозной жизни была недостаточно изучена, но в любом случае, нижесказанное является лишь предположением и было бы не уместно на основе этого, не подвергая никаким сомнениям и не имея доказательств в виде точных указаний на этот факт в этнографических материалах, считать Ширтку богом мудрости, хитрости и провидения.
Вот признаки, по которым можно предполагать, что он являлся богом:
- Большую часть времени проводит в мире мертвых — Эл, имеет к нему свободный доступ, может проникать туда мгновенно, и ему для этого не обязательно нужно отверстие в земле или лестница ведущая в Эл[7][9][11].
- Имеет положительный образ, в отличие от того же Сеска-Солсы, натура которого двойственна, но в большинстве сказаний он принадлежит к числу орстхойцев (отрицательных персонажей)[7][9][12].
- Оказывает непосредственное влияние на религиозные обряды. Обычай устраивать поминальный ужин в конце октября(ардари), называемый марс-пхьор, был принят, после того, как Ширтка показал людям, что мертвые получают все пожертвования сделанные для них в мире живых[7][9][9][12]. (см. подробнее марс-пхьор)
- Принес из подземного мира мельницу, с его же помощью Села Сата приносит ножницы, иглы и наперсток[7][9].
- Его именем названо животное — ласка. Ласку называли «Ширтка, уходящий в мир Эл и возвращающийся в мир солнечный» («Iел, маьлха уха Ширткъа»)[7] .Это отличительная особенность богов чечено-ингушского пантеона. Практически все боги пантеона имеют своих животных или птиц в качестве спутников или образов. Например: Села — орел, врановые, Сата — иволга, Елта — олень, Тушоли — удод и т.д)
- Есть сказание, в котором говорится, что приемная мать родившегося из камня Солсы, пошла за целебной водой, которую охранял некто Батиг. Он разрешил ей взять воду из источника, с условием что она проживет с ним год. У них родился сын (Ширтка). Интересно, что в осетинском эпосе, Батаг или Гатаг — водный дух, отец Сырдона (осетинский вариант имени Ширтка). До наших времен не дошли более подробные сведения или другие сказания, в которых намного конкретнее говорилось бы об отце Ширтки и о том, каким божеством он был и какие функции выполнял. Но даже в данном сказании, есть намек на то, что Батиг связан с водной стихией и не является нартом, или человеком. И что логично, его сын Ширтка обладает способностями и неуязвим перед нартами.
- В одном из сказаний, он назван Селий Пиръа и его характеристика совпадает с характеристикой аналогичных сказаний о Ширтке. В данном случае Пиръа — сын Селы. И. А. Дахкильгов полагал, что Пиръа (фараон) — искаженное имя Ширтки, или же замененное под влиянием христианства. В любом случае, это ещё один факт, указывающий на божественную сущность персонажа[7][11]. Л. С. Клейн связывал Пиръа (Пиръона) и славянского Перуна.[13]

## В нартском эпосе

#### Характеристика
Не является нартом. Отличается мудростью и чувством юмора, дает неоднозначные ответы, говорит загадками, всячески уязвляет нартов . Обладает способностью перемещаться в подземный мир Эл. В основном живет там, является посредником между мирами. Упоминается также, что живёт он возле озера и скрывается там в случае опасности. Ширтка — провидец, и видит вещие сны. Для облегчения труда людей, он принес из мира мертвых водяную мельницу. Достаточно было ему взглянуть на человека, как он тут же узнавал все его тайные помыслы. Умеет исцелять раны и увечья. Если произнести вслух его имя, он вдруг появляется из ниоткуда.

#### Рождение и семья
Ввиду наличия множества сказаний, записанных в разных местностях и в различные временные промежутки, а также возможных искажений при записи, информация может быть противоречива. Здесь перечислены все возможные варианты родства.
- Отец — Батиг (Ботки). Его отец не был нартом. В нартском эпосе он упоминается как некто, охраняющий источник с целебной водой. Приёмная мать родившегося из камня Солсы пришла по просьбе сына к роднику, чтобы набрать воды, но Батиг разрешил ей наполнить кувшин лишь при условии, что она проживёт в его доме один год. Так на свет появился Ширтка. Трудно не заметить похожий мотив в осетинском эпосе. Отцом Сырдона (осетинский вариант имени Ширтка) был водный дух Гатаг (Батаг)[7].
- Сеска Солса — его сводный или единоутробный брат[7].
- Ширтка якобы живёт в доме у Саты[7].

#### Селий Пиръа
«Пиръа» — так ингуши называли фараона (влияние христианства). В записанном сказании Селий Пиръа предстает положительным героем (принёс людям водяную мельницу). Не исключено, что Пиръа — это искаженное (или неправильно воспринятое) Ширтка (Сказание «Сеска Солса и Селий Пиръа» записано В 1936 году от жителя аула Пхуго Шахмарзы Пугоева. Записал Д. Мальсагов).

#### Сармак и Боткий Ширткъа
Дракон Сармак явился во сне к Б.Ширтке и предупредил его о коварных планах нарта Инкара. Интересно, что в сказаниях, драконы обитают в мире мертвых (Эл) и подчиняются «царю сармаков». Скорее всего, в связи с влиянием христианства и ислама, бог мертвых стал именоваться царем сармаков. Возможно, что Ширткъа большую часть времени проводящий в Эле, имел связи существами мира мертвых (сармак, ешап) и с самим богом мертвых — Эштром.

#### Села-Сата и Боткий Ширтка
По преданиям, Боткий Ширтка жил в доме у Села-Саты. Однажды он привёл её в Эл. В мире мёртвых она была какое-то время слугой Ешап. Ширтка научил её варить пиво, затем велел напоить им Ешап. После того как Ешап охмелела, он позволил Сате взять всё, что ей понравилось, и отправил в мир живых. Села Сата взяла с собой злаки, ножницы и т. п.

#### Отношения с нартами
Нарты насмехались над ним и всячески пытались унизить или причинить вред.
Вместе с тем он имел у них авторитет, нарты обращались к нему за советом, помощью или звали в походы. Ширтка отказывался, он предпочитал уединение, не вмешивался в людскую жизнь. Земные обычаи для него как бы не существуют: ему не знакомо чувство злобы, мести; он покровительствует нартам, даже если они враждебны по отношению к нему. Ч. Ахриевым записано предание о том, как Ширтка, у которого нарты убили сына, желая отомстить убийцам, привёл их в избу гарбаш (людоедки). Когда Солса понял, что ему угрожает смерть, он попросил прощения у Ширтки и обещал выполнить любое желание. Боткий Ширтка простил их и спас, хитростью поссорив гарбаш с её сыновьями.
Также часто встречаются сказания о том, как Сеска Солса из зависти посылает кого-то из нартов отрезать губу у коня Ширтки. Но Боткий Ширтка узнаёт об этом, и в свою очередь отрезает у всех лошадей нартов хвосты, Затем Сеска Солса на глазах у всех нартов пытается опозорить Ширтку, насмехаясь над тем, что его конь смеется. Но Боткий Ширтка отвечает, что конь смеётся над бесхвостыми лошадьми нартов, идущими впереди него. Разгневанные нарты намереваются отомстить, но Ширтка скрывается в мире мертвых.

#### Обычай поминания мёртвых
Имелось отдельное сказание, в котором Боткий Ширтка убедил людей жертвовать пищу покойникам. В сказании «Как повёлся обычай делать поминки», Боткий Ширтка, персонаж солнечного и подземного миров, тоже по-своему совершает «культурный подвиг», уча людей справлять по умершим поминки. Чтобы убедить в этом людей, Ширтка берёт с собою кого-то из живых, спускается в мир мёртвых и показывает то, что живыми было пожертвовано для мёртвых.

## Интересные случаи
Интересный и показательный случай, связанный с лаской, был зафиксирован писателем Абасом Матиевым:
«Однажды люди увидели, как орёл, в вышине покружив над одним местом, спикировал прямо вниз, клювом подхватил какого-то небольшого зверька, проглотил его и взмыл вверх. Затем в воздухе орёл вскоре стал беспорядочно метаться из стороны в сторону, а затем кувырком упал на землю. Наблюдавший за всем этим пастух подбежал к орлу и увидел, что он сдох. На груди орла была видна кровавая дыра. Невдалеке от орла лежала издыхающая ласка (ширтка). Понял пастух, что проглоченная орлом ласка, своими острыми зубами вскоре перегрызла желудок орла и успела выпасть наружу» (Ялсмален карт. Назрань, 1997. С. 71.).